# Cottus perplexus
Cottus perplexus är en fiskart som beskrevs av Gilbert och Evermann, 1894. Cottus perplexus ingår i släktet Cottus och familjen simpor. Inga underarter finns listade i Catalogue of Life.